# Niv Sultanová
Niv Sultanová (hebrejsky ניב סולטן‎, * 16. září 1992 Jeruzalém) je izraelská herečka a modelka. 
Vyrůstala v jeruzalémské čtvrti Kirjat Menachem. Pochází z rodiny Sefardských Židů, kteří přišli do Izraele z Maroka. Absolvovala střední školu v Bajit va-Gan, sloužila v armádě jako zdravotnice a pak studovala herectví ve škole Jorama Levinsteina. Od roku 2013 vystupovala v televizních seriálech pro mládež. Za hlavní roli v seriálu Ejlat získala v roce 2018 cenu Froggy’s Picks. Teenagerskému publiku byly také určeny její první celovečerní filmy Dotek slávy a Bezchybnost.
V seriálu Teherán jí byla svěřena hlavní role izraelské agentky na misi v Íránu. V roce 2020 jí byla za herecký výkon v tomto seriálu udělena Cena izraelské televizní akademie. V americkém seriálu That Dirty Black Bag pak byla obsazena do role majitelky nevěstince na Divokém západě.
Jejím manželem je herec Maor Schwitzer. Je spolumajitelkou klenotnické firmy Sultana a ambasadorkou Samsungu pro Izrael.